# Berchères-Saint-Germain
Berchères-Saint-Germain település Franciaországban, Eure-et-Loir megyében. Lakosainak száma 898 fő (2022. január 1.). Berchères-Saint-Germain Tremblay-les-Villages, Briconville, Challet, Fresnay-le-Gilmert, Poisvilliers, Jouy és Saint-Prest községekkel határos.

## Népesség
A település népességének változása:
| Lakosok száma | 252  | 446  | 594  | 773  | 773  | 818  | 845  | 888  | 890  | 898  |
|               | 1968 | 1982 | 1990 | 2006 | 2013 | 2015 | 2017 | 2019 | 2020 | 2022 |